# Ruskiajärvi
Ruskiajärvi är en sjö i kommunen S:t Michel i landskapet Södra Savolax i Finland. Sjön ligger 81,5 meter över havet. Arean är 1 kvadratkilometer och strandlinjen är 15,2 kilometer lång. Sjön  ingår i Vuoksens huvudavrinningsområde.   Den ligger omkring 28 kilometer söder om S:t Michel och omkring 190 kilometer nordöst om Helsingfors. 